# Quinto Pompeu Rufo
Quinto Pompeu Rufo (m. 88 a.C.; em latim: Quintus Pompeius Rufus) foi um político da gente Pompeia da República Romana eleito cônsul em 88 a.C. com Lúcio Cornélio Sula. Era filho de Quinto Pompeu, tribuno da plebe em 132 a.C..

## Carreira
Rufo foi eleito tribuno da plebe em 99 a.C.. e, junto com o colega Marco Pórcio Catão Saloniano, apresentou uma proposta para reconvocar Quinto Cecílio Metelo Numídico do exílio, mas foi vetado por Públio Fúrio. Em 91 a.C., foi eleito pretor urbano e, três anos depois (o prazo legal), cônsul juntamente com Sula.
Com a irrupção da Primeira Guerra Mitridática durante o seu consulado, Sula recebeu o comando das operações militares, uma decisão muito criticada pelo antigo cônsul e general Caio Mário, que convenceu o tribuno Públio Sulpício Rufo primeiro a apresentar uma lei para alistar todos os aliados italianos, que haviam acabado de receber a cidadania romana, em todas as tribos, aumentando o número de eleitores à disposição de Mário para aprovar uma segunda lei que removeria Sula de seu comando. Este movimento, bastante irregular, foi combatido pelos cônsules Pompeu Rufo e Sula, que declararam um justitium, um período no qual lei alguma poderia ser aprovada. Muitos protestos se seguiram e resultaram na morte de um filho de Pompeu Rufo e na fuga de Sula, o que forçou os cônsules a retirarem o justitium. Os populares então aprovaram a lei que removeu o comando de Sula. Pompeu continuou tentando apoiá-lo em Roma até que Públio Sulpício removeu seu consulado, forçando-o a fugir para Nola para se encontrar com Sula e seu exército.
Pompeu Rufo acompanhou Sula em sua marcha até Roma e foi um dos seus mais leais aliados em suas ações contra Sulpício e a ocupação de Roma. Juntos, os cônsules passaram uma série de leis, incluindo o exílio de Mário e de seus aliados, uma limitação nos poderes dos tribunos, uma ampliação do Senado com o acréscimo de 300 senadores e uma provisão prevendo que todas as novas leis deveria ser revisadas pelo Senado antes de serem submetidas à Assembleia popular. Porém, a provisão mais importante de todas era que previa que as leis só poderiam ser aprovadas dali em diante na Assembleia das centúrias, um golpe mortal no poder dos populares. Sula rapidamente recebeu novamente o comando da guerra contra Mitrídates VI do Ponto, deixando Pompeu Rufo no comando da Itália.
Imediatamente o Senado Romano concedeu a ele o comando proconsular da Guerra Social, já em seus momentos finais, com instruções específicas para que ele assumisse o comando das forças sob o comando de Cneu Pompeu Estrabão, que ainda lutava contra os mársios não pacificados. Descontente com a decisão, Estrabão entregou-lhe o comando, mas imediatamente incitou um motim no qual Rufo acabou sendo assassinado.

## Família
Pompeu teve pelo menos um filho, chamado também Quinto Pompeu Rufo, que casou-se com a filha mais velha de Sula, Cornélia Sula. Este Pompeu era irmão do tribuno Aulo Pompeu e parece ter sido o primeiro de sua família a adotar o cognome "Rufo", mas o motivo é desconhecido. Cícero afirma que Pompeu estava entre os oradores que ele escutou em sua juventude. É possível ainda que ele tenha ocupado a posição de decênviro dos fatos sagrados (decemviri sacris faciundis) até sua morte.